# Bristol 450
La 450 è un'autovettura da competizione prodotta dalla Bristol dal 1953 al 1955.
La 450 era basata sulla G-type della English Racing Automobiles, che corse in Formula 2 nel 1952. Sebbene molte fonti riportano che della 450 fossero stati prodotti tre esemplari, alcune prove fotografiche suggeriscono che in realtà vennero assemblate quattro autovetture. Le 450 furono costruite essenzialmente per partecipare alla 24 Ore di Le Mans, dove si imposero, nella loro categoria, nel 1954 e nel 1955. Oltre a queste vittorie, le 450 stabilirono diversi record di velocità nel 1953 sul circuito di Montlhéry. Poco dopo la tragedia di Le Mans del 1955, dove morirono Pierre Levegh e 83 spettatori, la Bristol si ritirò dalle competizioni e gli esemplari della 450, tranne uno, vennero smantellati.

## La storia del progetto
Il progetto base venne impostato da Robert Eberan von Eberhorst e completato da David Hodkin. Come base venne presa la G-type, cioè un modello di autovettura di Formula 2 che fu prodotta dalla English Racing Automobiles (ERA). La G-type fu inizialmente progettata per accogliere motori della ERA, ma in seguito venne modificata per poter montare propulsori della Cooper, della Frazer Nash e della AC. Comunque, le modifiche al motore operate da Hodkin non portarono al beneficio di aumento di potenza sperato, e la mancanza di fondi obbligò Leslie Johnson a vendere il progetto della vettura alla Bristol.

## Il telaio e il gruppo motopropulsore
Nel 1952, la Bristol annunciò che la G-type sarebbe stata convertita in una vettura sport a due posti, con l'obiettivo di far partecipare il modello alla 24 Ore di Le Mans dell'anno successivo. In pochi mesi la G-type fu riprogettata e ricostruita dalla Bristol. Il vano motore venne ripensato da David Summers. Il telaio ora era formato da due parti che avevano una sezione ovoidale, e ciò fu una novità per la Bristol, dato che fino a quel momento aveva prodotto telai a sezione circolari. Le sospensioni anteriori furono a doppio braccio oscillate e molle elicoidali, mentre quelle posteriori avevano installato un ponte De Dion.
L'alto motore Bristol venne montato anteriormente. All'inizio del 1954, questo propulsore fu modificato con l'obiettivo di aumentare al potenza dagli originali 140 CV a 155 CV. Grazie a questo incremento, il modello raggiungeva i 230 km/h di velocità massima.

## La carrozzeria
La carrozzeria della 450 era molto avanzata, considerando il periodo in cui fu realizzata. La squadra di progettazione della Bristol ebbe accesso alla galleria del vento della compagnia, che produceva anche aeroplani. In questo modo, la linea del veicolo fu particolarmente aerodinamica.
Dopo la prima gara a cui partecipò, la 450 tornò in fabbrica danneggiata. Insieme alle riparazioni, durante le operazioni di ripristino vennero applicati delle modifiche alla linea della vettura.
Nel 1955 la carrozzeria della 450 fu oggetto di una revisione, che fu progettata grazie a delle prove nella galleria del vento. Alcune caratteristiche della vettura ricordavano la linea della Jaguar D-Type.

## Le competizioni
La Bristol 450 fece il suo debutto alla 24 Ore di Le Mans del 1953. Vennero iscritti alla corsa due esemplari, con un terzo che fungeva da muletto. Sfortunatamente per la Bristol, entrambi gli esemplari si ritirarono a metà corsa per dei guasti simili al motore. Comunque, durante la parte di corsa in cui fu in gara, un esemplare con alla guida Jack Fairman registrò, nella categoria di appartenenza, un giro veloce.
Le vetture vennero riparate e furono dotate di una linea più aerodinamica. Tre settimane più tardi, parteciparono alla 12 Ore di Reims. Sebbene un esemplare si guastò a causa di problemi alla trasmissione al primo giro, l'altro vinse nella propria categoria, giungendo quinto nella classifica complessiva.
Le 450 tornarono a ottobre prendendo parte a varie gare di record di velocità al circuito di Montlhéry. La partecipazione fu un successo, e il 6 ottobre 1953 le vetture stabilirono sei record, sia su varie distanze che di durata.
Dopo quest'ultima prova, la 450 non partecipò più a gare fino alla 24 Ore di Le Mans del 1954. Questa volta parteciparono tre esemplari, che erano dotati di un motore più potente e di una linea più aerodinamica. Al contrario della partecipazione dell'anno precedente, e nonostante una pioggia torrenziale, tutte e tre le vetture finirono la corsa piazzandosi ai primi tre posti nella propria classe, e dal settimo al nono posto nella classifica generale. Le loro prestazioni fecero vincere alla Bristol il premio destinato alle scuderie. Nello stesso anno, la Bristol partecipò nuovamente alla 12 Ore di Reims, dove i tre esemplari che presero alla corsa giunsero dal secondo al quarto posto nella classifica della propria categoria, venendo battuti solo da una vettura Ferrari.
Nel 1955, una volta ancora, la Bristol si concentrò sulle gare durata, e partecipò alla 24 Ore di Le Mans del 1955. Con un corpo vettura rinnovato e ora aperto, le 450 dominarono la corsa, conquistando i primi tre posti e giungendo dal settimo al nono posto nella classifica generale, facendo vincere nuovamente alla Bristol il premio destinato alle scuderie. I modelli corsero con una velocità media di 160 km/h nelle prime 12 ore della gara, spendendo solo 15 minuti per i pit stop.
A causa della tragedia di Le Mans del 1955 e dei propositi dell'azienda di cambiare le credenziali delle proprie vetture verso una reputazione meno sportiva, la Bristol decise di ritirarsi dalle corse dopo il 1955, nonostante i successi ottenuti nella competizioni. Il denaro ottenuto dalla vittoria di Le Mans venne donato dalla Bristol al fondo per le vittime dell'incidente. La Bristol si ritirò dalle competizioni dopo la 12 Ore di Reims del 1955. Piuttosto che fornire le proprie 450 a squadre private con poca esperienza che avrebbero potuto far partecipare le vetture a eventi sportivi inappropriati, la Bristol selezionò l'esemplare migliore e lo ricostruì utilizzando anche alcune parti delle altre vetture. Queste ultime furono poi demolite. L'esemplare superstite fu successivamente acquistato da Tony Crook, che lo guidò per i successivi 30 anni in vari eventi sportivi. In seguito al modello fu sostituito il motore. Alla fine degli anni novanta l'esemplare venne completamente restaurato con le specifiche del 1955, e saltuariamente partecipa a rievocazioni storiche.